# کانی بوث
کانی بوث (به انگلیسی: Connie Booth) (زادهٔ ۱۹۴۴)نویسنده، بازیگر آمریکایی است.
از فیلم‌های معروف او می‌توان به بازی در فیلم ارواح والا، برژراک و تقاطع خیابان ۸۴ اشاره کرد.